# 룩셈부르크의 우편번호

룩셈부르크 우편번호 지도.

룩셈부르크의 우편 번호는 4자리 숫자로 구성된다. 첫 번째 숫자는 지역을 나타내지만, 각 숫자별 우편번호 구역의 경계는 룩셈부르크의 일반 행정 구역 (주)와 정확히 일치하지는 않는다.
- 1~2번: 수도 룩셈부르크
- 3번: 수도 룩셈부르크 남부 외곽 지역
- 4번: 에슈쉬르알제트시
- 5번: 남동부 지역
- 6번: 북동쪽 지역
- 7번: 수도 룩셈부르크 북부 외곽 지역
- 8번: 서부 지역
- 9번: 북부 지역

룩셈부르크시처럼 큰 대도시의 경우 모든 거리마다 우편번호가 매겨져 있고, 작은 소도시의 경우 전체 도시를 통틀어 하나의 우편번호만 부여된 경우가 많다. 한 시정촌 내에 우편 번호가 여러 개 있는 경우, 첫 번째 번호는 행정기관이나 기업용으로 확보되어 있으며, 나머지 번호는 알파벳순으로 정렬된다.